# West of Scotland Championships 2010
Die West of Scotland Championships 2010 im Badminton fanden vom 23. bis zum 24. Oktober 2010 in Glasgow statt.

## Sieger und Platzierte
| Disziplin    | Gold                          | Silber                        | Bronze                           |
| ------------ | ----------------------------- | ----------------------------- | -------------------------------- |
| Herreneinzel | Gordon Thomson                | Gordon Hoggan                 | Andrew Gilliland                 |
| Herreneinzel | Gordon Thomson                | Gordon Hoggan                 | Michael Campbell                 |
| Dameneinzel  | Emma Cook                     | Kirsten Geals                 | Fiona Archibald                  |
| Dameneinzel  | Emma Cook                     | Kirsten Geals                 | Frances Heslop                   |
| Herrendoppel | Peter Hockey Duncan Leith     | Colin Hill Gordon Thomson     | Robert Blair Keith Turnbull      |
| Herrendoppel | Peter Hockey Duncan Leith     | Colin Hill Gordon Thomson     | David Forbes Stewart Kerr        |
| Damendoppel  | Emma Cook Caitlin Pringle     | Lindsay Campbell Victoria Wan | Kirsten Geals Kaity Hall         |
| Damendoppel  | Emma Cook Caitlin Pringle     | Lindsay Campbell Victoria Wan | Helen McCombe Michelle Wan       |
| Mixed        | Duncan Leith Megan Richardson | Steven Stewart Victoria Wan   | Lewis Gallacher Helen McCombe    |
| Mixed        | Duncan Leith Megan Richardson | Steven Stewart Victoria Wan   | Michael Campbell Caitlin Pringle |